# Ciclo da água subterrânea
O ciclo da água subterrânea, ou ciclo geológico da água, envolve a troca de água com o manto, sendo a água transportada para baixo por placas oceânicas em subducção e retornando por meio de atividade vulcânica, distinto do processo do ciclo da água que ocorre na superfície e acima da Terra. Parte dessa água alcança o manto inferior e pode até chegar ao núcleo externo. Experimentos de física mineral mostram que minerais hidratados podem transportar água para profundidades significativas no manto em placas mais frias, e até mesmo minerais "nominalmente anidros" podem armazenar o equivalente a vários oceanos de água.
O processo de reciclagem profunda da água envolve a entrada de água no manto por meio de placas oceânicas em subducção, equilibrado pela liberação de água em dorsais meso-oceânicas. Esse é um conceito central para entender a troca de água a longo prazo entre o interior da Terra e a exosfera, bem como o transporte de água ligada a minerais hidratados.

## Introdução
Na visão convencional do ciclo hidrológico, a água se move entre reservatórios na atmosfera e na superfície ou próximo à superfície da Terra (incluindo o oceano, rios, lagos, geleiras, calotas polares, a biosfera e águas subterrâneas). No entanto, além do ciclo superficial, a água também desempenha um papel importante em processos geológicos que se estendem até a crosta e o manto. O teor de água no magma determina a intensidade explosiva de uma erupção vulcânica; a água quente é o principal condutor para a concentração de minerais economicamente importantes em depósitos minerais hidrotérmicos; e a água desempenha um papel crucial na formação e migração de petróleo.

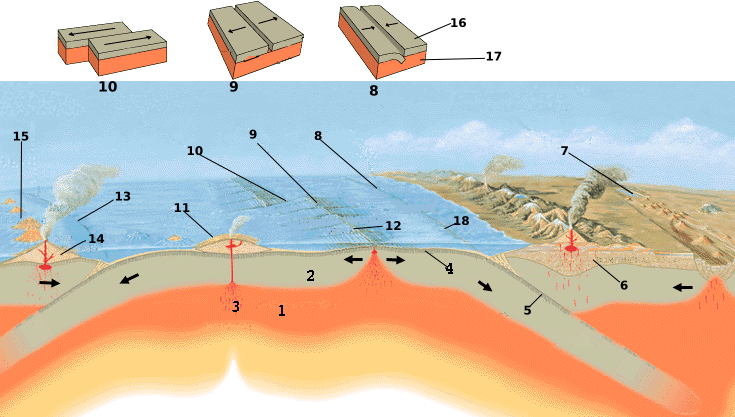
Esquema das fronteiras de placas tectônicas. O texto aborda uma placa em subducção (5); um arco insular (15) sobrejacente a uma cunha de manto; uma dorsal meso-oceânica (12); e um ponto quente (3)

A água não está presente apenas como uma fase separada no solo. A água do mar infiltra-se na crosta oceânica e hidrata rochas ígneas, como olivina e piroxena, transformando-as em minerais hidratados, como serpentinas, talco e brucita. Nessa forma, a água é transportada para o manto. No manto superior, o calor e a pressão desidratam esses minerais, liberando grande parte da água para a cunha mantélica sobrejacente, desencadeando a fusão da rocha que ascende para formar arcos vulcânicos. No entanto, alguns minerais "nominalmente anidros" estáveis em profundidades maiores no manto podem armazenar pequenas concentrações de água na forma de hidroxila (OH−), e, por ocuparem grandes volumes da Terra, são capazes de armazenar pelo menos o equivalente aos oceanos do mundo.
A visão convencional sobre a origem dos oceanos é que eles foram preenchidos por degaseificação do manto no início do Arqueano, e o manto permaneceu desidratado desde então. No entanto, a subducção transporta água para baixo a uma taxa que esvaziaria o oceano em 1 a 2 bilhões de anos. Apesar disso, as mudanças no nível do mar global nos últimos 3 a 4 bilhões de anos foram de apenas algumas centenas de metros, muito menores que a profundidade média do oceano de 4 km. Assim, espera-se que os fluxos de água para dentro e fora do manto sejam aproximadamente equilibrados, e o teor de água do manto permaneça estável. A água transportada para o manto eventualmente retorna à superfície em erupções em dorsais meso-oceânicas e pontos quentes. Essa circulação de água para dentro e fora do manto é conhecida como o ciclo da água profunda ou o ciclo geológico da água.
As estimativas da quantidade de água no manto variam de 1⁄4 a 4 vezes a água nos oceanos. Há 1,37×1018 m3 de água nos mares, o que sugere que há entre 3,4×1017 e 5,5×1018 m3 de água no manto. As restrições sobre a água no manto vêm da mineralogia do manto, amostras de rochas do manto e sondas geofísicas.

## Capacidade de armazenamento

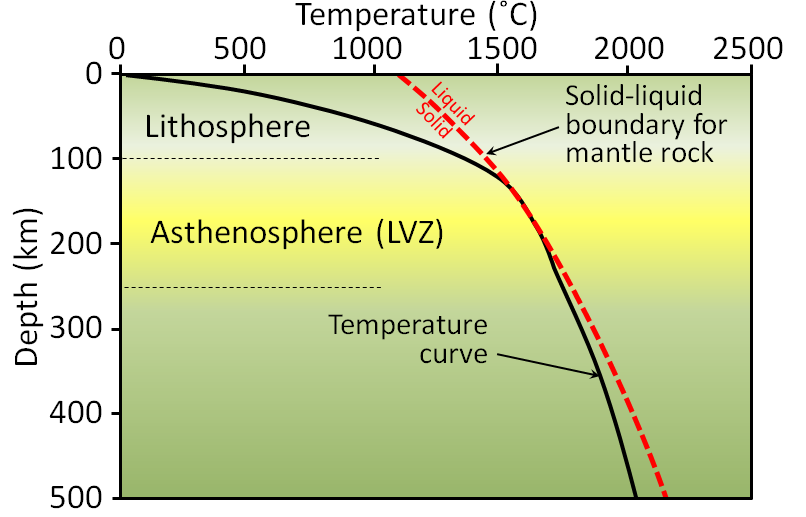
Dependência da temperatura com a profundidade nos primeiros 500 km da Terra (curva preta)

Um limite superior para a quantidade de água no manto pode ser obtido considerando a quantidade de água que pode ser transportada por seus minerais (sua capacidade de armazenamento). Isso depende da temperatura e da pressão. Há um gradiente de temperatura acentuado na litosfera, onde o calor é transferido por condução, mas no manto a rocha é agitada por convecção, e a temperatura aumenta mais lentamente (veja a figura). Placas descendentes têm temperaturas mais frias que a média.

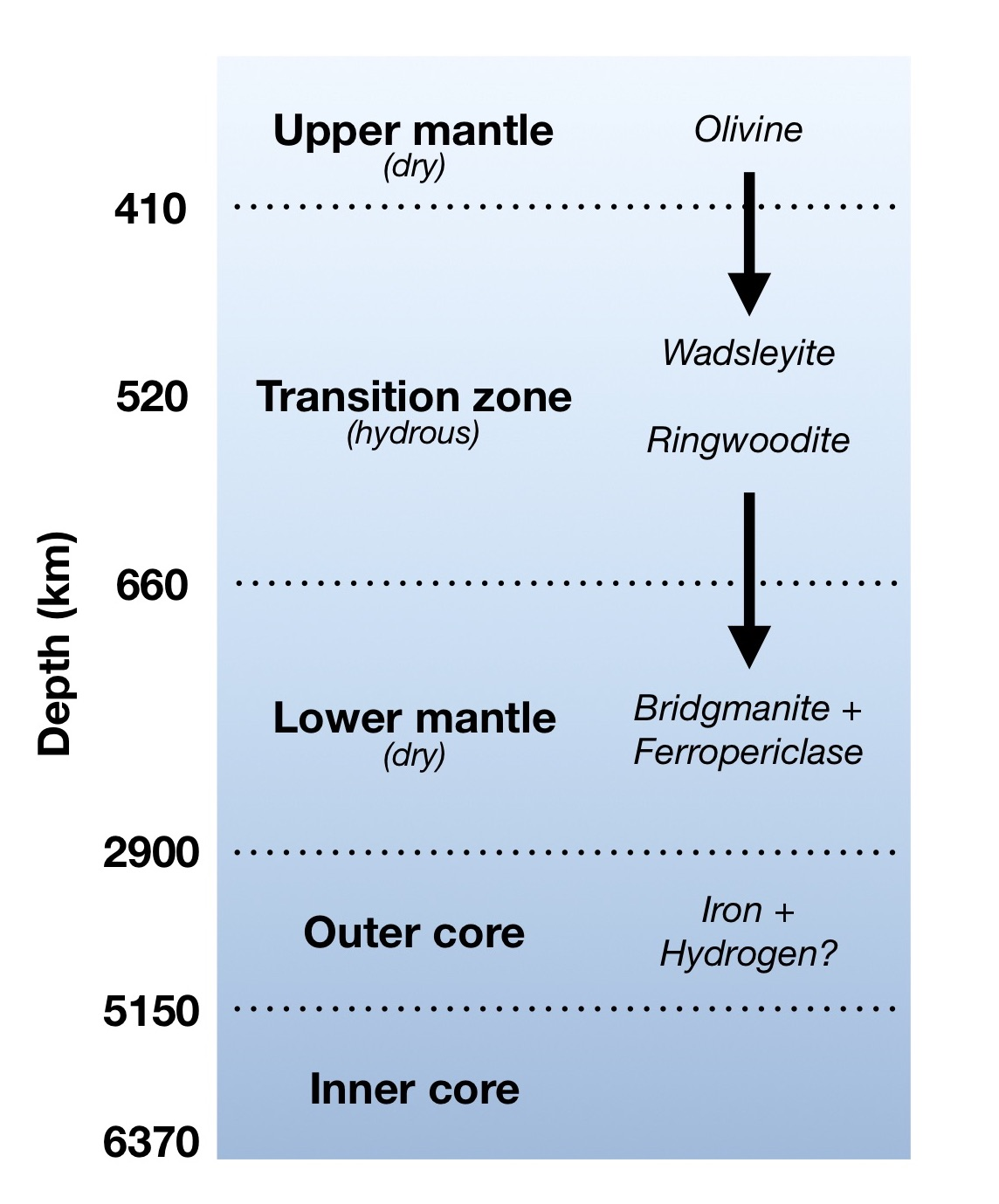
Transformações de fase da olivina ao atravessar o manto superior, a zona de transição e o manto inferior. No núcleo, a água pode ser armazenada como hidrogênio ligado ao ferro.

O manto pode ser dividido em manto superior (acima de 410 km de profundidade), zona de transição (entre 410 km e 660 km) e manto inferior (abaixo de 660 km). Grande parte do manto é composta por olivina e seus polimorfos de alta pressão. No topo da zona de transição, ela passa por uma transição de fase para wadsleíta, e a cerca de 520 km de profundidade, a wadsleíta se transforma em ringwoodita, que possui a estrutura de espinela. No topo do manto inferior, a ringwoodita se decompõe em bridgmanita e ferropericlase.
O mineral mais comum no manto superior é a olivina. Para uma profundidade de 410 km, uma estimativa inicial de 0,13 porcentagem de água por peso (wt%) foi revisada para 0,4 wt% e, posteriormente, para 1 wt%. No entanto, a capacidade de transporte diminui drasticamente próximo ao topo do manto. Outro mineral comum, a piroxena, também tem uma capacidade estimada de 1 wt% próximo a 410 km.
Na zona de transição, a água é transportada por wadsleíta e ringwoodita; nas condições relativamente frias de uma placa em subducção, elas podem transportar até 3 wt%, enquanto nas temperaturas mais quentes do manto circundante, sua capacidade de armazenamento é de cerca de 0,5 wt%. A zona de transição também é composta por pelo menos 40% de majorita, uma fase de alta pressão de granada; esta tem uma capacidade de apenas 0,1 wt% ou menos.
A capacidade de armazenamento do manto inferior é um tema controverso, com estimativas variando do equivalente a três vezes até menos de 3% do oceano. Experimentos foram limitados a pressões encontradas nos primeiros 100 km do manto e são desafiadores de realizar. Os resultados podem ser superestimados por inclusões de minerais hidratados e subestimados pela falha em manter a saturação de fluidos.
Em altas pressões, a água pode interagir com ferro puro para formar FeH e FeO. Modelos do núcleo externo preveem que ele poderia conter até 100 oceanos de água nessa forma, e essa reação pode ter desidratado o manto inferior na história inicial da Terra.

## Água do manto
A capacidade de transporte do manto é apenas um limite superior, e não há razão convincente para supor que o manto esteja saturado. Restrições adicionais sobre a quantidade e distribuição de água no manto vêm da análise geoquímica de basaltos eruptivos e xenólitos do manto.

### Basaltos
Basaltos formados em dorsais meso-oceânicas e pontos quentes originam-se no manto e são usados para fornecer informações sobre a composição do manto. O magma que ascende à superfície pode passar por cristalização fracionada, na qual componentes com pontos de fusão mais altos se separam primeiro, e os fundidos resultantes podem ter conteúdos de água amplamente variáveis; mas quando ocorre pouca separação, o teor de água está entre cerca de 0,07–0,6 wt%. Em comparação, basaltos em bacias de retroarco ao redor de arcos vulcânicos têm entre 1 wt% e 2,9 wt% devido à água proveniente da placa em subducção.
Basaltos de dorsal meso-oceânica (MORB) são comumente classificados pela abundância de elementos traço que são incompatíveis com os minerais que habitam. Eles são divididos em MORB "normal" ou N-MORB, com abundâncias relativamente baixas desses elementos, e E-MORB (enriquecido). O enriquecimento de água correlaciona-se bem com o desses elementos. Em N-MORB, o teor de água da fonte do manto é inferido como sendo de 0,08–0,18 wt%, enquanto em E-MORB é de 0,2–0,95 wt%.
Outra classificação comum, baseada em análises de MORBs e basaltos de ilhas oceânicas (OIB) de pontos quentes, identifica cinco componentes. O basalto da zona focal (FOZO) é considerado o mais próximo da composição original do manto. Dois membros finais enriquecidos (EM-1 e EM-2) são considerados resultantes da reciclagem de sedimentos oceânicos e OIBs. HIMU significa "alta-μ", onde μ é uma razão de isótopos de urânio e chumbo (μ = 238U/204Pb). O quinto componente é o MORB esgotado (DMM). Como o comportamento da água é muito semelhante ao do elemento césio, razões de água para césio são frequentemente usadas para estimar a concentração de água em regiões que são fontes para os componentes. Vários estudos colocam o teor de água do FOZO em cerca de 0,075 wt%, e grande parte dessa água é provavelmente "juvenil", adquirida durante a acreção da Terra. O DMM tem apenas 60 ppm de água. Se essas fontes amostrarem todas as regiões do manto, o total de água depende de sua proporção; incluindo incertezas, as estimativas variam de 0,2 a 2,3 oceanos.

### Inclusões em diamantes

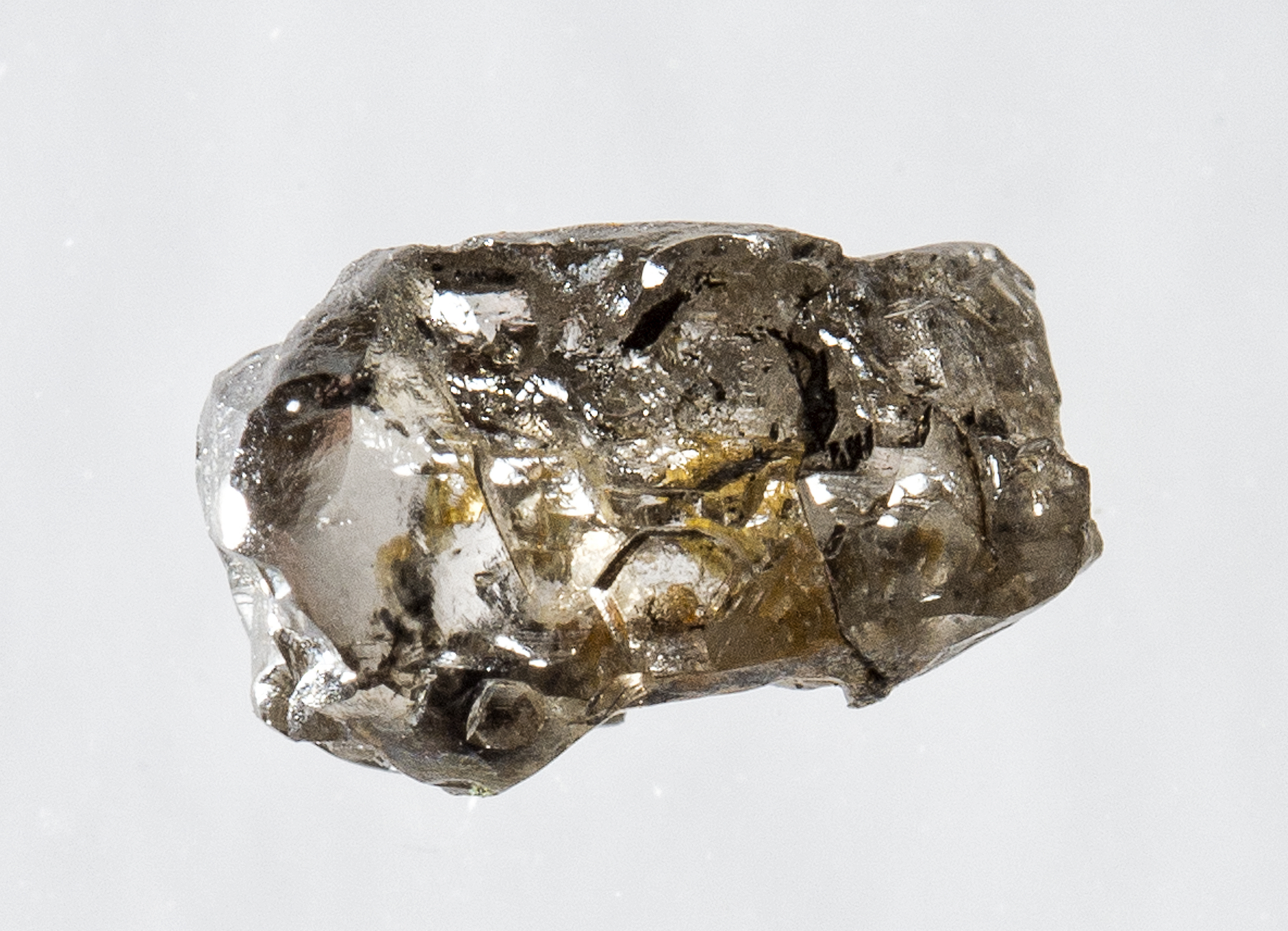
Diamante de Juína, Brasil, com inclusões de ringwoodita sugere a presença de água na zona de transição.

Amostras de minerais da zona de transição e do manto inferior vêm de inclusões encontradas em diamantes. Pesquisadores descobriram recentemente inclusões de diamantes com gelo-VII na zona de transição. O gelo-VII é água em um estado de alta pressão. A presença de diamantes formados na zona de transição e contendo inclusões de gelo-VII sugere que a água está presente na zona de transição e no topo do manto inferior. Das treze instâncias de gelo-VII encontradas, oito têm pressões em torno de 8–12 GPa, indicando a formação de inclusões a 400–550 km. Duas inclusões têm pressões entre 24 e 25 GPa, indicando a formação de inclusões a 610–800 km. As pressões das inclusões de gelo-VII fornecem evidências de que a água deve ter estado presente no momento em que os diamantes se formaram na zona de transição para terem ficado presos como inclusões. Pesquisadores também sugerem que a faixa de pressões na qual as inclusões se formaram implica que elas existiam como fluidos, e não como sólidos.
Outro diamante foi encontrado com inclusões de ringwoodita. Usando técnicas como espectroscopia de infravermelho, espectroscopia Raman e difração de raios X, cientistas descobriram que o teor de água da ringwoodita era de 1,4 wt% e inferiram que o teor de água em massa do manto é de cerca de 1 wt%.

## Evidências geofísicas

### Sísmica
Diminuições bruscas na atividade sísmica e na condução de eletricidade indicam que a zona de transição é capaz de produzir ringwoodita hidratada. O experimento sísmico USArray é um projeto de longo prazo que utiliza sismógrafos para mapear o manto sob os Estados Unidos. Usando dados desse projeto, medições de sismômetros mostram evidências correspondentes de fusão no fundo da zona de transição. A fusão na zona de transição pode ser visualizada por meio de medições de velocidade sísmica como diminuições acentuadas de velocidade no manto inferior, causadas pela subducção de placas através da zona de transição. A diminuição medida nas velocidades sísmicas correlaciona-se precisamente com a presença prevista de 1 wt% de fusão de H2O.
Zonas de velocidade ultrabaixa (ULVZs) foram descobertas logo acima da descontinuidade de Gutenberg (CMB). Experimentos destacando a presença de peróxido de ferro contendo hidrogênio (FeO2Hx) estão alinhados com as expectativas das ULVZs. Pesquisadores acreditam que ferro e água poderiam reagir para formar FeO2Hx nessas ULVZs na CMB. Essa reação seria possível com a interação da subducção de minerais contendo água e o amplo suprimento de ferro no núcleo externo da Terra. Pesquisas anteriores sugeriram a presença de fusão parcial nas ULVZs, mas a formação de fusão na área ao redor da CMB permanece contestada.

## Subducção
À medida que uma placa oceânica desce para o manto superior, seus minerais tendem a perder água. A quantidade de água perdida e quando isso ocorre dependem da pressão, temperatura e mineralogia. A água é transportada por uma variedade de minerais que combinam várias proporções de óxido de magnésio (MgO), dióxido de silício (SiO2) e água. Em baixas pressões (abaixo de 5 GPa), esses incluem antigorita, uma forma de serpentina, e clinocloro (ambos com 13 wt% de água); talco (4,8 wt%) e alguns outros minerais com menor capacidade. Em pressão moderada (5–7 GPa), os minerais incluem flogopita (4,8 wt%), a fase 10Å (um produto de alta pressão de talco e água, 10–13 wt%) e lawsonita (11,5 wt%). Em pressões acima de 7 GPa, há topázio-OH (Al2SiO4(OH)2, 10 wt%), fase Egg (AlSiO3(OH), 11–18 wt%) e uma coleção de silicatos de magnésio hidratados densos (DHMS) ou fases "alfabeto", como fase A (12 wt%), D (10 wt%) e E (11 wt%).
O destino da água depende de essas fases conseguirem manter uma série contínua à medida que a placa desce. A uma profundidade de cerca de 180 km, onde a pressão é de cerca de 6 GPa e a temperatura em torno de 600 °C, há um possível "ponto de estrangulamento" onde as regiões de estabilidade apenas se encontram. Placas mais quentes perderão toda a sua água, enquanto placas mais frias passarão a água para as fases DHMS. Em placas mais frias, parte da água liberada também pode ser estável como gelo-VII.
Um desequilíbrio na reciclagem profunda da água foi proposto como um mecanismo que pode afetar os níveis globais do mar.